# Finlandia na Letnich Igrzyskach Olimpijskich Młodzieży 2010
Finlandię na Letnich Igrzyskach Olimpijskich Młodzieży 2010 w Singapurze reprezentowało 19 sportowców w 8 dyscyplinach.

## Medale
| Medal | Zawodnik      | Dyscyplina    | Konkurencja                               |
| ----- | ------------- | ------------- | ----------------------------------------- |
|       | Petra Olli    | Zapasy        | Kategoria do 46 kg dziewcząt (styl wolny) |
|       | Jussi Kanervo | Lekkoatletyka | 110 metrów przez płotki chłopców          |

## Skład kadry

### Badminton
| Zawodnik          | Konkurencja              | Wynik                    |
| ----------------- | ------------------------ | ------------------------ |
| Airi Mikkelä      | Gra pojedyncza dziewcząt | Odpadła w fazie grupowej |
| Kasper Lehikoinen | Gra pojedyncza chłopców  | Odpadł w fazie grupowej  |

### Gimnastyka
| Zawodnik      | Konkurencja             | Wynik                  |
| ------------- | ----------------------- | ---------------------- |
| Erika Pakkala | Wielobój indywidualnie  | 26. miejsce eliminacji |
| Erika Pakkala | Skok przez konia        |                        |
| Erika Pakkala | Ćwiczenia wolne         |                        |
| Erika Pakkala | Ćwiczenia na poręczach  |                        |
| Erika Pakkala | Ćwiczenia na równoważni |                        |

### Lekkoatletyka
| Zawodnik        | Konkurencja                         | Wynik |
| --------------- | ----------------------------------- | ----- |
| Junia Koivu     | Rzut młotem dziewcząt               |       |
| Jussi Kanervo   | Bieg na 110 m przez płotki chłopców |       |
| Arttu Kangas    | Pchnięcie kulą chłopców             |       |
| Tuomas Keto     | Rzut oszczepem chłopców             |       |
| Ilmari Lahtinen | Rzut młotem chłopców                |       |
| Oskari Mörö     | Bieg na 400 m przez płotki chłopców |       |
| Mikko Törrönen  | Rzut dyskiem chłopców               |       |

### Łucznictwo
| Zawodnik                   | Konkurencja      | Wynik |
| -------------------------- | ---------------- | ----- |
| Tanja Sorsa Joni Hautamäki | Drużyna mieszana |       |

### Pływanie
| Zawodnik         | Konkurencja                        | Wynik |
| ---------------- | ---------------------------------- | ----- |
| Noora Laukkanen  | 100 m stylem motylkowym dziewcząt  |       |
| Noora Laukkanen  | 50 m stylem klasycznym dziewcząt   |       |
| Noora Laukkanen  | 100 m stylem klasycznym dziewcząt  |       |
| Noora Laukkanen  | 200 m stylem klasycznym dziewcząt  |       |
| Lotta Nevalainen | 50 m stylem dowolnym dziewcząt     |       |
| Lotta Nevalainen | 100 m stylem dowolnym dziewcząt    |       |
| Lotta Nevalainen | 50 m stylem grzbietowym dziewcząt  |       |
| Lotta Nevalainen | 100 m stylem grzbietowym dziewcząt |       |
| Matti Mattsson   | 100 m stylem klasycznym chłopców   |       |
| Matti Mattsson   | 200 m stylem klasycznym chłopców   |       |

### Strzelectwo
| Zawodnik          | Konkurencja                   | Wynik |
| ----------------- | ----------------------------- | ----- |
| Jaakko Björkbacka | Karabin pneumatyczny chłopców |       |

### Zapasy
| Zawodnik   | Konkurencja                       | Wynik |
| ---------- | --------------------------------- | ----- |
| Petra Olli | Kategoria do 46 kg (styl dowolny) |       |

### Żeglarstwo
| Zawodnik      | Konkurencja        | Wynik |
| ------------- | ------------------ | ----- |
| Niki Blässar  | Byte CII dziewcząt |       |
| Kaarle Tapper | Byte CII chłopców  |       |